# ギフト (映画)
『ギフト』（The Gift）は、2000年のアメリカ合衆国のサスペンス映画。ホラー色の強いサスペンス・スリラー映画である。

## ストーリー
ジョージア州の小さな町に住む主婦のアニーには祖母譲りの特殊能力があった。人の運命を見通す超能力で、祖母は神からの「ギフト」と呼んでいた。しかし自分の運命は見通せず、一年前に夫を事故で亡くし、町の人々の霊視をして金品の寄付を受けることで、3人の子供と細々と暮らしている。
町の有力者の我儘な娘ジェシカが行方不明になった。心配した父親はアニーに霊視を依頼し、アニーはカード占いや予知夢によって町外れの池に遺棄されているジェシカの殺害遺体を発見した。容疑者として逮捕されるドニー。彼は付近に住む凶暴なDV夫で、ジェシカの交際相手でもあった。
町の修理工で精神的に不安定なバディーはアニーの顧客で彼女を慕い、よく身の上相談に訪れていた。ある夜、自分のトラウマの原因である父親を縛り上げ、焼き殺そうとするバディー。目の前で犯行を目撃し、ショックを受けるアニー。
裁判で有罪判決を受けるドニー。しかし、アニーは苦しむジェシカを幻視して、真犯人が別にいる事に気づき、ジェシカの婚約者である教師のウェインに相談した。アニーに、ジェシカの殺害現場での霊視を依頼するウェイン。町外れの池に到着し、ウェインがジェシカを殺す場面を霊視するアニー。ウェインは、自分と婚約しながら他の男たちと浮気するジェシカを殺したのだ。
真相に気づいたアニーを殺そうとするウェイン。彼女を救ったのは、収容されていた病院を脱走して来たバディーだった。気絶したウェインを警察に運び引き渡すアニー。だが署長は、アニーが池にいた頃にはバディーは病院で自殺し、死んでいたと告げた。

## キャスト
※括弧内は日本語吹替
- アナベル“アニー”・ウィルソン - ケイト・ブランシェット（田中敦子）： 職業は占い師。人の運命を見通す能力を持った女性。未亡人で三人の息子を育てるシングルマザー。
- バディー・コール - ジョバンニ・リビシ（堀内賢雄）

アニーの占いの客で友人。情緒不安定。父親に火をつけて捕まる。
- ドニー・バークスデール - キアヌ・リーヴス（大塚明夫）

ヴァレリーの夫。妻に暴力を振るう。
- ジェシカ・キング - ケイティ・ホームズ（冬馬由美）

ウェインの婚約者。
- ウェイン・コリンズ - グレッグ・キニア（大塚芳忠）

教師。マイクの担任でもある。婚約者のジェシカが失踪する。
- ヴァレリー・バークスデイル - ヒラリー・スワンク（朴璐美）

夫に暴力を振るわれている女性。
- マイク・ウィルソン - リンジー・プロバンス（宮田幸季）

アニーの息子。素行不良で喧嘩をして成績も下がっている。
- リンダ - キム・ディケンズ（五十嵐麗）： アニーの友人。気のいい性格。
- デヴィッド・ダンカン - ゲイリー・コール（磯部勉）： 検事。
- ジェラルド・ウィームス - マイケル・ジェッター（佐々木梅治）： 弁護士。
- アニーの祖母 - ローズマリー・ハリス（谷育子）
- パール・ジョンソン保安官 - J・K・シモンズ（池田勝）
- ケネス・キング - チェルシー・ロス（小山武宏）： ジェシカの父。
- アルバート・ホーキンス - ジョン・ビーズリー（宝亀克寿）： 酒場の店員で事件の証人。
- 裁判長 - エド・レディック（糸博）
- ハギンズ巡査 - スチュアート・グリア（伊藤和晃）
- トミー・リー・バラード - ダニー・エルフマン（小室正幸）